# David Mitrany

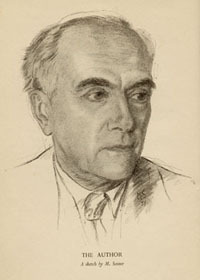
Mitrany (1943)

David Mitrany (* 1. Januar 1888 in Bukarest; † 25. Juli 1975) war ein britischer Politikwissenschaftler rumänischer Herkunft. Seine Schwerpunkte waren die internationalen Beziehungen sowie die Probleme des Donauraums. Er gilt als Begründer der Theorie des Funktionalismus der internationalen Beziehungen.

## Leben
David Mitrany stammte aus der jüdischen Minderheit in Rumänien. Er leistete seinen Militärdienst und ging danach nach Hamburg, wo er Abendkurse am Kolonialinstitut belegte. 1912 zog er nach London und studierte an der London University Soziologie bei L. T. Hobhouse und an der London School of Economics Politologie bei Graham Wallas und wurde promoviert. Er arbeitete danach als Assistant Editor bei James T. Shotwell an der Economic and Social History of the World War, die von der Carnegie Endowment for International Peace finanziert wurde. In den Jahren 1930 bis 1932 war er Gastprofessor an der Harvard University, 1932 Lecturer an der Yale University und wurde 1933 Professor an der Princeton University und das erste ständige Mitglied am Institute for Advanced Study. Im Zweiten Weltkrieg arbeitete Mitrany für das Außenministerium der Vereinigten Staaten. 1958 wurde er in Princeton emeritiert.
Mitrany wurde bekannt mit seinem Werk „A Working Peace System“ von 1943, dessen Titel bedeutete: ein Friedenssystem, das auch wirklich funktioniert. Mitrany wandte sich damit gegen illusionistische Föderationsprojekte à la Coudenhove-Kalergi, die von einer raschen und effektiven Friedenssicherung abhalten könnten. Stattdessen empfahl Mitrany schlanke funktionale Agenturen zur Abwicklung der internationalen Kooperation auf allen sachbezogenen, vor allem technischen und wirtschaftlichen Gebieten. Mitranys Funktionalismus bezog sich allerdings auch auf innerstaatliche Organisationsbildungen: auf Zweckverbände wie die Tennessee Valley Authority oder den London Transport Board, in denen sich teil-unabhängige Unionsstaaten oder gleichgeordnete kommunale Verwaltungseinheiten koordinierten, entsprechend auch die damaligen Rationalisierungskartelle der britischen Schifffahrts-, Baumwoll- und Stahlindustrie.
Der Mitrany oft zugeschriebene Lehrsatz des politischen Funktionalismus „form follows function“ stammt übrigens nicht von diesem, sondern wurde aus dem Funktionalismus des industriellen Designs übernommen. Er diente einer Popularisierung von Mitranys Denken.

## Schriften (Auswahl)
- Romania, her history and politics (1915)
- Greater Romania: a study in national ideals (1917)
- The problem of international sanctions (1925)
- The land and the peasant in Romania: the War and agrarian reform, 1917-1921 (1930)
- The progress of international government (1933)
- The effect of the War in south eastern Europe (1936)
- A working peace system (1943)
- The road to security (1944)
- American interpretations (1946)
- World unity and the nations (1950)
- Marx against the peasant: a study in social dogmatism (1951)
- Food and freedom (1954)
- The Prospect of European Integration: Federal or Functional, Journal of Common Market Studies, 1965
- The Functional Theory of Politics. New York: St. Martin’s Press, 1975